# Luitpoldstraße 7 (Weißenburg)

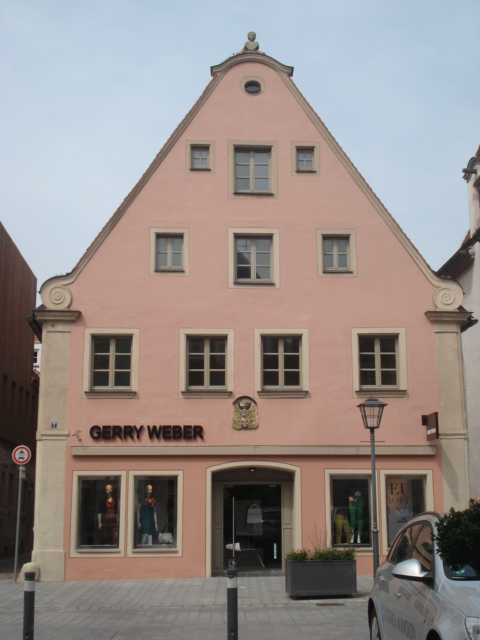
Haus Luitpoldstraße 7 in Weißenburg, aufgenommen im März 2013

Das Haus Luitpoldstraße 7 ist ein Bürgerhaus in der denkmalgeschützten Altstadt von Weißenburg in Bayern. Das Gebäude ist unter der Denkmalnummer D-5-77-177-238 als Baudenkmal in die Bayerische Denkmalliste eingetragen.
Das Bauwerk steht in der Häuserecke Pflastergasse/Luitpoldstraße auf einer Höhe von 425 Metern über NHN. Die Luitpoldstraße 7 befindet sich umgeben von weiteren denkmalgeschützten Gebäuden nahe der Karmeliterkirche und schräg gegenüber dem Haus Luitpoldstraße 16, dem ältesten Bürgerhaus Weißenburgs. Der zweigeschossige, giebelständige Satteldachbau ist im Kern von vor 1500, wobei es einen Umbau um 1570 gab. Bis 2012 befand sich im Gebäude eine Ihr-Platz-Filiale. Seit 2013 befindet sich dort eine Filiale von Gerry Weber.